# 谷子元
谷子元（1907年—2002年11月18日），原名谷莲，男，湖南耒阳人，中华人民共和国政治人物，曾任中共湖南省委委员，湖南省政协副主席。